# Hans Bergler
Hans Bergler, Pseudonym Ottokar Tann-Bergler, (* 15. Juni 1859 in Wien; † 29. Juli 1912 ebenda) war ein österreichischer Schriftsteller und Journalist.

## Leben und Wirken
Bergler stammte aus sehr einfachen Verhältnissen, konnte aber, unterstützt von der ganzen Familie, das Gymnasium seiner Heimatstadt besuchen. Nachdem er erfolgreich die Matura (Abitur) erreicht hatte, begann er an der Universität zu studieren.
Bereits während seiner Studienzeit konnte Bergler mit einigen Aufsätzen und Artikeln als Journalist debütieren. Dabei fiel er dem Schriftsteller Fedor Mamroth (1851–1907) und dem Buchhändler Eduard Hügel (1816–1887) auf, welche ihn in seinem Berufswunsch Journalist bestärkten. Unterstützt von den beiden bekam Bergler nach seinem Studium nacheinander Anstellungen bei mehreren österreichischen Zeitungen.
Schließlich avancierte Bergler zum Feuilletonisten der Wiener Allgemeinen Zeitung und blieb dies bis 1888. Mit Wirkung vom 1. Mai 1890 wechselte er als Theaterkritiker in die Redaktion der Deutschen Zeitung und Ende Oktober 1893 ins gleiche Ressort des neu gegründeten Neuen Wiener Journals, dessen Redakteur er von 2. Dezember 1894 bis 27. September 1898 er wurde.
Im Alter von 53 Jahren starb der Schriftsteller und Journalist Hans Bergler am 29. Juli 1912 in Wien.
Sein literarisches Werk verfasste Bergler meistenteils unter dem Pseudonym Ottokar Tann-Bergler, im Gegensatz seiner rein journalistischen Arbeiten, welche unter seinem richtigen Namen erschienen. In seinen Büchern zeigt sich Bergler als genauer Beobachter des Wiener Lebens. Neben vielen Typen und Charakteren hat bis heute die Figur des Herrn von Pomeisl überlebt. Einige seiner Schwänke und Skizzen wurden auch erfolgreich auf verschiedenen Wiener Bühnen inszeniert.
Im Jahr 1960 wurde in Wien-Floridsdorf (21. Bezirk) die Berglergasse nach ihm benannt.

## Werke (Auswahl)
Einzelne Geschichten haben sich bis heute (2006) erhalten und finden sich verstreut in einigen Anthologien, z. B. Das Krippentheater und andere Weihnachtsgeschichten aus dem alten Österreich, Wiener Humor um 1900 oder Wiener Luft.
- Altwiener Ränke und Schwänke. 1894.
- An der schönen blauen Donau. 1903.
- Aus dem lachenden Wien. 1891.
- Aus der Wiener Scholle. 1893.
- Der Herr Gegenkandidat. 1900.
- Im Dreivierteltakt. 1902.
- O du lieber Augustin. 1903.
- Pomeisl und Ko. 1900.
- Se. Majestät, das Kind. 1903.
- Wiener Art und Unart.
- Wiener Guckkastenbilder. 1888.
- Wiener Spassettln 1909.